# Halifax (municipal county)
Halifax, Municipality of the County of Halifax – jednostka samorządowa (municipal county) w kanadyjskiej prowincji Nowa Szkocja powstała 17 kwietnia 1879 na bazie terenów hrabstwa Halifax, rozwiązana w wyniku utworzenia 1 kwietnia 1996 regional municipality Halifax. Według spisu powszechnego z 1996 obszar county municipality, składający się z siedmiu (A, B, C, D, E, F, G) części to: 5303,63 km² (A: 397,58 km², B: 406,42 km², C: 376,78 km², D: 164,48 km², E: 975,92 km², F: 1253,06 km², G: 1729,39 km²), a zamieszkiwało wówczas ten obszar 149 669 osób (A: 11 833 os., B: 15 599 os., C: 51 763 os., D: 40 001 os., E: 20 093 os., F: 6255 os., G: 4125 os.).